# 37530 Dancingangel
37530 Dancingangel eller 1977 RP7 är en asteroid i huvudbältet som upptäcktes den 11 september 1977 av den rysk-sovjetiske astronomen Nikolaj Tjernych vid Krims astrofysiska observatorium på Krim. Den har fått sitt namn efter Jekaterina Pavlova (1991–2010).
Asteroiden har en diameter på ungefär fyra kilometer.